# Полифонта
Полифо́нта (др.-греч. Πολυφόντη) — персонаж древнегреческой мифологии. Из Фракии. 
Дочь Гиппоноя и Фрассы. Презирала Афродиту и стала спутницей Артемиды. За это Афродита внушила ей любовь к медведю, за что Артемида возненавидела её. Полифонта родила от медведя Агрия и Орея, которые были огромного роста и поедали чужеземцев. Гермес решил отрубить им ноги и руки, но Арес превратил их в птиц. Полифонта стала филином, а служанка её сыновей — зелёным дятлом.